# Lago de Llebreta
El lago de Llebreta (en catalán estany de Llebreta) es un lago español se sitúa en el término municipal de Valle de Bohí, en la comarca de la Alta Ribagorza, dentro del parque nacional de Aigüestortes y Lago de San Mauricio, provincia de Lérida, Cataluña.
No es de origen glaciar como ocurre en otros lagos de la zona, sino a un desprendimiento de una de las laderas de la montaña que ocasionó una barrera en el valle donde se encuentra. Tiene 8 ha de superficie y 11,5 m de profundidad aunque su característica morfológica más destacaba es el tamaño de su cuenca natural, de 5400 ha.